# Wereth

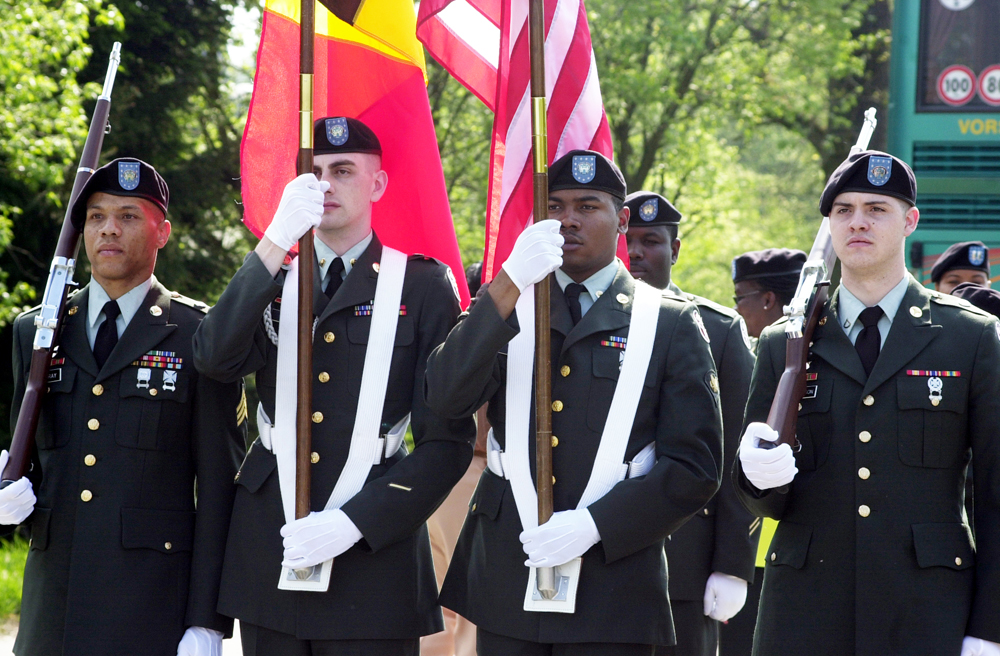
Ceremonie in Wereth op 28 april 2007

Wereth is een gehucht in de deelgemeente Heppenbach van de Duitstalige gemeente Amel in de Belgische provincie Luik
De plaats kreeg een zekere bekendheid omdat daar op 17 december 1944, tijdens het Ardennenoffensief van de Tweede Wereldoorlog, elf zwarte Amerikaanse krijgsgevangen militairen brutaal vermoord werden door troepen van de Waffen-SS. 
Sinds 1994 bestaat er een herdenkingssteen ter nagedachtenis aan deze "Elf van Wereth". In 2004 kwam er meer uitgebreid monument, gewijd aan de elf slachtoffers én ook aan alle Afro-Amerikaanse militairen die in Europa actief waren. Jaarlijks vindt bij het monument een herdenkingsplechtigheid plaats.  